# Селянинов, Георгий Тимофеевич
Гео́ргий Тимофе́евич Селя́нинов (12 марта (28 февраля) 1887, Новоалександровск, Ковенская губерния, Российская империя — 12 сентября 1966, Ленинград, СССР) — климатолог, основатель школы агро- и микроклиматологов.

## Биография
Георгий Тимофеевич родился 12 марта 1887 года в городе Новоалександровске Ковенской губернии. Сейчас это литовский город Зарасай. В 1906 году окончил гимназию в Каунасе. Далее поступил на физико-математический факультет Петербургского университета, который окончил в 1913 году.
С 1913 по 1915 годы работал в качестве ассистента в Бюро метеорологии Ученого комитета Департамента земледелия. Далее переехал в Сочи, где с 1915 по 1928 годы на Сочинской
садовой и сельскохозяйственной опытной станции заведовал отделом сельскохозяйственной метеорологии.
В 1928 году Георгий Селянинов, по приглашению Н. И. Вавилова, возвратился в Ленинград. Работал заведующим отделом агроклиматологии Государственного института опытной агрономии и Всесоюзного института растениеводства, где Н. И. Вавилов являлся директором. С 1938 года работал заведующим отделом сельскохозяйственной метеорологии Всесоюзного института растениеводства (ВИР).
В 1945 году Георгий Селянинов защитил диссертацию доктора сельскохозяйственных наук. А в 1949 году получил звание профессора по специальности сельскохозяйственная метеорология.

## Научная деятельность
Научная деятельность Георгия Селянинова посвящена преимущественно исследованиям специализаций производства сельского хозяйства в зависимости от климатических условий. В 1928 году он предложил термин «климатические факторы культур», который со временем преобразовался в «агроклиматические показатели», достаточно точно отражающие сущность действия климата на рост и развитие сельскохозяйственных растений. Один из таких показателей — гидротермический коэффициент (ГТК), вошёл в практику мировой науки, получив его имя.
Известен вклад Георгия Селянинова в методологию изучения климата. Так, им разработаны и введены в практику методы климатического картирования на уровне земной поверхности. Созданный им, один из типов защиты приборов на метеорологических станциях, носит его имя — Будка Селянинова.

### Публикации
В период с 1914 по 1961 годы Г. Т. Селяниновым опубликовано 93 работы. К наиболее известным относятся:
- Мировой агро-климатический справочник, Ленинград, Москва,: Гидрометеоиздат, 1937. — 428 с.
- Методика сельскохозяйственной характеристики климата, в кн.: Мировой агроклиматический справочник, Л. — М., 1937.
- Перспективы развития субтропического хозяйства в СССР в связи с природными условиями, — Л.: Гидрометеоиздат, 1961. — 196 с.
- Агроклиматическая карта мира. — Л.: Гидрометеоиздат, 1966. — 12 с.

## Награды
Награждён Орденом Ленина (12.06.1954 — за выслугу лет и безупречную работу) и рядом медалей.